# Flora (ime)
Flora je žensko osebno ime.

## Izvor imena
Ime Flora izhaja iz latinščine. Flora je bila v starorimski mitologiji boginja cvetja in pomladi, pozneje tudi materinstva. Ime razlagajo iz latinske besede flos, v rodilniku floris v pomenu besede »cvetlica«.

## Različice imena
- Cvetka, Floria, Florija, Florika, Florina, Florinka, Florjana
- sorodna imena: Lilijana, Liljana

## Pogostost imena
Po podatkih Statističnega urada Republike Slovenije je bilo na dan 31. decembra 2007 v Sloveniji število ženskih oseb z imenom Flora: 40.

## Osebni praznik
V koledarju je ime zapisano 5. oktobra (Flora, redovnica iz Francije, † 5. okt. v 14.stol.) in 24. novembra (Flora, mučenka iz Španije, † 24. nov. 851).

## Zanimivost
V zvezi z latinskim imenom Flora so povezana tudi naslednja zemljepisna imena: Florida, zvezna država v ZDA; Flores, indonezijski otok in mesto Firence v
Italiji.